# Karakurt (Raión de Bolhrad)
Karakurt  (ucraniano: Каракурт, albanés: Karakurt/-i) es una localidad del Raión de Bolhrad en el Óblast de Odesa de Ucrania. Según el censo de 2001, tiene una población de 2706 habitantes.

## Historia
Karakurt fue fundada en 1811 por Albaneses de Dobruja en la gobernación de Besarabia del Imperio ruso. Después de perder la Guerra de Crimea, el área que incluye Cahul, Bolhrad e Izmail, donde se encuentra Karakurt, fue transferida al Principado de Moldavia como Besarabia del Sur en 1856, sólo para volver a caer en el Imperio ruso después de la Guerra Ruso-Turca (1877-1878) en 1878, una parte de la cual permaneció hasta 1917. Durante el caos de la Revolución de Octubre, Rusia perdió Besarabia, que se declaró independiente como la República Democrática de Moldavia en 1917 y la se unió voluntariamente a la Reino de Rumania en el mismo año. Después de que la Unión Soviética [[ocupación soviética de Besarabia y Bucovina del Norte] reocupara Besarabia]] en 1940, Karakurt fue transferido a Bolhrad Raion del óblast de Akkerman (rebautizado como óblast de Izmail el 7 de agosto de 1940) en la RSS de Ucrania. Al comienzo de la guerra germano-soviética (Frente Oriental (Segunda Guerra Mundial))], el pueblo regresó a Rumania en 1941. Después de que el Ejército Rojo recuperó Besarabia en 1944, el pueblo pasó a llamarse Zhovtneve ( Жовтневе) el 14 de noviembre de 1945, y se unió una vez más al Óblast ucraniano de Izmail, que pasó a formar parte del Óblast de Odesa en 1 954. En 1991, la aldea pasó a formar parte de Ucrania independiente. El 12 de mayo de 2016, la aldea recuperó su nombre original debido a la descomunización en Ucrania.

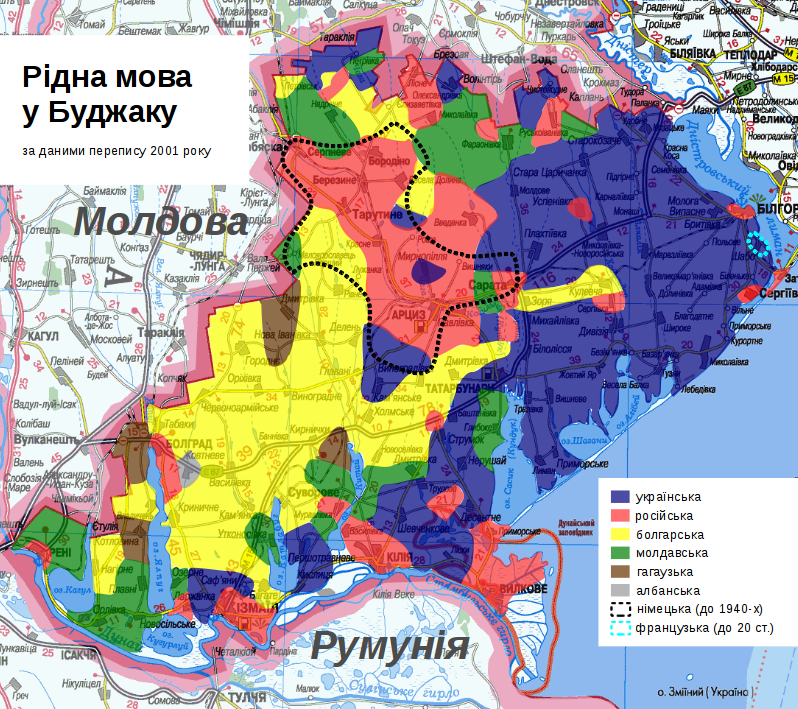
Idiomas predominantes en Bujak en 2001. Albanés se habla en el área gris alrededor de Karakurt.

Incluso hoy en día, el Albanés es el idioma predominante que se habla en Karakurt. En 2013, los habitantes de la aldea estaban formados por aproximadamente el 60% albaneses, el 25% búlgaros, el 10% gagauz y el 5% representantes de otros grupos étnicos.